# Bruce Joel Rubin
Bruce Joel Rubin (nacido el 10 de marzo de 1943) es un guionista, profesor de meditación y fotógrafo estadounidense. Sus películas a menudo exploran temas de vida y muerte con elementos metafísicos y de ciencia ficción. Entre ellas destacan Jacob's Ladder, My Life y Ghost, por la que recibió el Oscar al Mejor Guion Original. Ghost también fue nominada a Mejor Película y fue la película más taquillera de 1990. A veces se le acredita como "Derek Saunders" o simplemente "Bruce Rubin".

## Primeros años
Nacido en una familia judía y criado en Detroit, Míchigan, Rubin se graduó en 1960 de la escuela secundaria Mumford de Detroit.
Su amor por el teatro comenzó a la edad de cinco años cuando vio a su madre actuar en Mary Poppins en una escuela secundaria local. Más tarde se convirtió en actor y director de obras de teatro en la escuela secundaria.
Rubin remonta su interés por el cine a ver la película Wild Strawberries de Ingmar Bergman en el Krim Theatre de Detroit cuando era un adolescente. Asistió a la Universidad Estatal Wayne de Detroit durante dos años y luego se transfirió a la escuela de cine de la Universidad de Nueva York en 1962.
Rubin solo tomó un curso de escritura de guiones en la Universidad de Nueva York y casi suspendió, debido en parte a lo que él consideraba teorías confusas y no intuitivas sobre la trama y la estructura. Sus compañeros de clase en la Universidad de Nueva York incluyeron a Martin Scorsese y Brian De Palma, quien se convirtió en el director de Jennifer, el primer guion estudiantil de Rubin.
Mientras aún estaba en la Universidad de Nueva York, Rubin consiguió un trabajo vendiendo perritos calientes y cerveza en la Feria Mundial de Nueva York de 1964. Todos los días pasaba la hora del almuerzo en el Johnson's Wax Pavilion viendo una película de 20 minutos, To Be Alive! de Francis Thompson, sobre los puntos en común de crecer en culturas de EE. UU., Europa, África y Asia. Se vio en tres pantallas separadas de 18 pies, y una versión de pantalla única ganó el Oscar por documental (tema corto). Al final, el narrador afirma: "El simple hecho de estar vivo es una gran alegría". Esto inspiró a Rubin, quien dijo que "quería traer ese sentimiento al mundo de alguna manera, que es maravilloso estar vivo".

## Carrera
En 1966, Rubin se convirtió en editor asistente de cine en el programa de noticias vespertino de NBC, The Huntley-Brinkley Report, pero una experiencia con LSD inspiró su partida hacia una búsqueda espiritual un año después. Meditó en Grecia y luego se dirigió al Tíbet, haciendo autostop por Turquía, Irán, Afganistán y Pakistán, donde “se sintió abrazado y expandido por cada cultura”. Vivió en ashrams en la India, un monasterio tibetano en Katmandú, un templo budista en Bangkok y un templo sij en Singapur. Pasó un mes en Japón y una semana durmiendo en medio de las excavaciones en los templos de Angkor Wat. Pero no fue hasta que Rubin regresó a la ciudad de Nueva York que conoció a su maestro espiritual, Rudi, a solo unas cuadras de donde comenzó su viaje. Y una vez más, trató de establecer una carrera cinematográfica.
David Bienstock, un cineasta independiente que fue Curador de Cine en el Museo Whitney de Nueva York, era amigo de Rubin y lo contrató como asistente. Más tarde, Rubin se convirtió en curador asistente de cine y ayudó a establecer The New American Filmmakers Series, una plataforma de lanzamiento para cineastas independientes y un precursor de Sundance. Rubin y Bienstock también comenzaron a escribir un guion de ciencia ficción, Quasar. Rubin recordó: "Se nos ocurrió una historia sobre un astrónomo que descubre lo que cree que es un cuásar gigante, pero resulta ser algo que cambia espiritualmente su vida. Ese fue el gran avance. Mi vida espiritual y mi vida creativa se fusionaron. Todo se convirtió en un viaje, un desarrollo". Más tarde, Ingo Preminger, productor de la película ganadora del Oscar MASH, optó por el guion, pero cuando Richard Zanuck, presidente de Warner Bros., dijo que no entendía el final, la opción expiró. Zanuck más tarde produciría la película Deep Impact de Rubin.
El fallecimiento de David Bienstock y Rudi en el mismo año fue un catalizador para que Rubin y su familia se mudaran a Indiana en 1974, para estar cerca de otro estudiante de Rudi. Durante los siguientes seis años, la esposa de Bruce, Blanche, obtuvo su doctorado en la Universidad de Indiana, mientras que Rubin obtuvo su maestría, enseñó meditación y tomó una serie de trabajos ocasionales mientras intentaba escribir. Se mudaron a DeKalb, Illinois, en 1980 cuando Blanche fue contratada como profesora en la Universidad del Norte de Illinois. Mientras estuvo allí, Rubin comenzó a escribir Jacob's Ladder y el tratamiento de Ghost, y esperó escuchar sobre un guion que había comenzado en Nueva York y vendido en 1979, The George Dunlap Tape.
El director del guion de George Dunlap Tape de Rubin, Doug Trumbull (2001: A Space Odyssey, Close Encounters of the Third Kind, Blade Runner) trajo a otros escritores y la película se estrenó en 1983 como Brainstorm, protagonizada por Christopher Walken y Natalie Wood, en su última película. Rubin pidió dinero prestado a un productor para viajar al estreno de Brainstorm en Los Ángeles. Mientras estaban allí, Rubin y su esposa hablaron con su excompañero de clase de la Universidad de Nueva York, Brian De Palma, a quien Rubin atribuye su mudanza a Los Ángeles "[Brian] dijo: 'Bruce, si quieres una carrera en Hollywood, tienes que mudarte aquí'. Lo había escuchado mil veces y nunca quise creerlo por el terror de mudarme a Hollywood y no tener a nadie que contestara tus llamadas telefónicas, pero mi esposa se lo tomó muy en serio y cuando regresamos a Illinois renunció a su trabajo. puso nuestra casa en el mercado y dijo que lo estamos haciendo. Fue el acto más valiente que he experimentado".
Dos semanas antes de que Rubin y su familia se fueran a Los Ángeles, vendieron su casa. El mismo día, Rubin también recibió una llamada de su agente de Los Ángeles, dejando a Rubin como cliente porque su trabajo era "demasiado metafísico y nadie quería hacer películas sobre fantasmas". Rubin estaba desanimado pero su esposa no. "Así que terminamos mudándonos a Hollywood sin dinero... y en una semana tenía una casa y un agente. Tenía un trabajo como escritor. Tuve mucha suerte".
La carrera de guionista de Rubin fue asistida por un artículo de la revista American Film (AFI) de diciembre de 1983 escrito por Stephen Rebello titulado "Uno en un millón", que enumera diez de los mejores guiones no producidos en Hollywood, guiones que dijo "eran demasiado buenos para ser producidos". Rebello había leído 125 guiones recomendados por respetadas conexiones de la industria. Los últimos diez guiones incluyeron The Princess Bride, Total Recall, At Close Range y Jacob's Ladder. Rebello escribió en parte: "Los admiradores de La escalera de Jacob de Bruce Joel RubinMe niego rotundamente a describir este guion. ¿Su única súplica? Léalo. Es extraordinario. Y es... página por página, es uno de los pocos guiones que he leído con el poder de levantar constantemente los pelos de punta a plena luz del día".
Sobre Jacob's Ladder, Rubin escribió:

La idea del guión de La escalera de Jacobcomenzó como un sueño: Un metro a altas horas de la noche; Estoy viajando por las entrañas de la ciudad de Nueva York. Hay muy poca gente en el tren. Una terrible soledad se apodera de mí. El tren llega a la estación y me bajo. La plataforma está desierta. Camino hacia la salida más cercana y descubro que la puerta está cerrada. Un sentimiento de terrible desesperación comienza a latir a través de mí mientras camino hacia el otro extremo de la plataforma. Para mi horror, esa salida también está encadenada. Estoy totalmente atrapado y abrumado por una sensación de fatalidad. Sé con absoluta certeza que nunca volveré a ver la luz del día. Mi única esperanza es saltar a las vías y entrar en el túnel, la oscuridad. La única dirección desde allí es hacia abajo. Sé que la próxima parada en mi viaje es el infierno. En parte, eso surgió de mi propio miedo y desesperación, porque nada en mi vida parecía estar funcionando. en Illinois, Sentí que mi historia se había evaporado por completo. Mi historia fue: 'No tienes una historia'. Aquí estás, viviendo en un maizal. Sin amigos. Ningún trabajo. Su esposa está manteniendo a la familia. Básicamente, en mi mente, la historia había terminado. Podría haber renunciado a mis objetivos cinematográficos y adoptar un estilo de vida diferente... Mi historia habría sido: 'Está bien, lo intentaste'. En cambio, me desperté de mi sueño del metro y dije: 'Esa es una gran apertura para una película'. Entonces traté de escribir mi salida del infierno... 'Está bien, lo intentaste.' En cambio, me desperté de mi sueño del metro y dije: 'Esa es una gran apertura para una película'. Entonces traté de escribir mi salida del infierno... 'Está bien, lo intentaste.' En cambio, me desperté de mi sueño del metro y dije: 'Esa es una gran apertura para una película'. Entonces traté de escribir mi salida del infierno...

La película My Life, estrenada en 1993, fue el debut como director de Rubin.
En los siguientes 30 años, en Los Ángeles y luego en Nueva York, Rubin escribiría más de 30 guiones y produciría 11 mientras continuaba con su práctica de meditación y enseñaba clases de meditación semanales. Rubin ha declarado: "Cada película fue un intento, exitoso o no, de presenciar y explorar el mundo invisible de nuestras vidas. Quería hablar con adultos y niños y tocar el misterio interior de nuestro ser compartido".
Rubin escribió el libro y la letra de Ghost the Musical (la adaptación musical de Ghost) que se estrenó en el Reino Unido en marzo de 2011 y se estrenó en Broadway en la primavera de 2012.
Recientemente, el enfoque creativo de Rubin se ha volcado a la fotografía. Como está escrito en su sitio web:

"El resultado de llevar siempre un iPhone en el bolsillo, describe esta nueva etapa en su vida creativa como el descubrimiento de ver. Como explica Bruce, 'El misterio y la magia del mundo no está oculto. Está bajo nuestros pies, en viejas paredes, en botes de basura oxidados. La belleza, la maravilla, nunca termina. Aunque la carrera cinematográfica de Bruce se ha entrelazado con las imágenes del cine, su enfoque principal siempre ha estado en la narración de historias más que en lo visual. En los últimos años, ha cambiado su enfoque a la imagen en sí misma y ha descubierto que las fotografías, incluso en la abstracción, tienen historias maravillosas que contar".

## Vida personal
Rubin y su esposa, Blanche, dividían su tiempo entre Los Ángeles y San Francisco, donde impartía clases de meditación semanales. Actualmente ofrece estas clases semanalmente en el condado de Dutchess, Nueva York. Blanche es una artista con un Doctorado en Educación Artística. Enseñó en la Universidad de Indiana, la Universidad del Norte de Illinois, la Universidad Estatal de California en Northridge, y fue evaluadora de programas en el Instituto J. Paul Getty para la Educación en las Artes, donde ayudó a crear un programa nacional que todavía se usa en las escuelas hoy en día. Su hijo menor, Ari, piloto, guionista y exmiembro de la junta de la WGA, ahora está en la facultad de derecho. Su hijo Joshua ha trabajado como escritor galardonado de importantes videojuegos como Assassin's Creed 2 y Destiny. Ahora está involucrado en el desarrollo de proyectos de realidad virtual y trabaja como Consultor Narrativo Interactivo con clientes en los Estados Unidos y Europa.
Rubin es gay, algo que su esposa conoce desde hace tiempo.

## Filmografía
- Brainstorm (1983)
- Deadly Friend (1986)
- Ghost (1990)
- Jacob's Ladder (1990)
- Sleeping with the Enemy (1991, sin acreditar)
- Deceived (1991)
- My Life (1993)
- Deep Impact (1998)
- Stuart Little 2 (2002)
- The Last Mimzy (2007)
- The Time Traveler's Wife (2009)
- Ghost: The Musical (2012, libro y letras)

## Premios y nominaciones
Premios Óscar
| Año  | Categoría            | Película | Resultado |
| ---- | -------------------- | -------- | --------- |
| 1991 | Mejor guion original | Ghost    | Ganador   |